# Violot
Violot település Franciaországban, Haute-Marne megyében. Lakosainak száma 64 fő (2022. január 1.). Violot Chalindrey, Heuilley-le-Grand, Les Loges, Le Pailly, Palaiseul és Rivières-le-Bois községekkel határos.

## Népesség
A település népessége az elmúlt években az alábbi módon változott:
| Lakosok száma | 118  | 94   | 83   | 80   | 73   | 67   | 67   | 67   | 65   | 64   |
|               | 1968 | 1999 | 2011 | 2013 | 2015 | 2017 | 2018 | 2019 | 2021 | 2022 |